# Thomas Ahrens (Schauspieler)
Thomas Ahrens (* 9. September 1952 in Hannover) ist ein deutscher Schauspieler, Autor und Theaterregisseur.

## Leben
Nach dem Abitur 1970 studierte Ahrens drei Semester Theologie in Göttingen und ein Semester Schauspielkunst an der Schauspielschule Hannover. Um dem Wehrdienst zu entgehen, zog Ahrens nach Berlin, wo er an der Hochschule der Künste zwei weitere Semester Schauspielkunst studierte. 1975 wurde er im Berliner Grips-Theater engagiert, dem er seither als Schauspieler, Regisseur und Autor angehört. Unterbrochen wurde seine Tätigkeit im Grips-Theater von einem fünfjährigen Aufenthalt in Island 1980 bis 1984.

## Filmographie (Auswahl)
- 1978: Geschichten aus der Zukunft
- 1979: Tatort: Ein Schuß zuviel
- 1980: Die Kinder aus Nr. 67
- 1987: Otto – Der neue Film
- 1988: Tatort: Die Brüder
- 1988: Linie 1
- 1989: Tatort: Kopflos
- 1990–1992: Diese Drombuschs
- 1990: Tatort: Tod einer Ärztin
- 1991: Großstadtrevier: Altes Eisen
- 1992: Großstadtrevier: Der Flußpirat
- 1996: Tatort: Krokodilwächter
- 1998: Move on up

## Hörspiele
- 1993: Cornell Woolrich: Der Mann gegenüber – Regie: Alfred Behrens (Kriminalhörspiel – HR/SWF/NDR)